# Марија Калас
Марија Ана Софија Сесилија Калогеропулос (грч. Μαρία Άννα Σοφία Καικιλία Καλογεροπούλου; Њујорк, 2. децембар 1923 — Париз, 16. септембар 1977) познатија као Марија Калас, била је грчка оперска певачица рођена у САД. Упркос својој релативно краткој каријери, окончаној у педесетим годинама живота, Марија Калас важи за један од највећих сопрана у историји опере.
Марија Калас је рођена у Њујорку у породици грчких емиграната. Са мајком и сестром се вратила у Грчку 1937. Међународну каријеру је почела 1947. и с великим успехом певала на највећим светским оперским сценама. Први велики тријумф је доживела 1949. када је у Венецији са успехом наступила у две веома различите улоге у операма Вагнера и Белинија.
Током целе каријере Калас је често демонстрирала способности у певању разноврсних сопранских арија, од драмских до колоратурних. Њен вокални распон је био близу три октаве. У Ла Скали је први пут наступала 1951. у опери „Сицилијанско вечерње“, и овај театар је био њена главна сцена током педесетих. У Лондону је редовно наступала од 1952, а ту је и завршила оперску каријеру 1965. После тога наступила је само у рециталима 1973. и 1974. Средином каријере, 1953-1954, Калас је нагло смршала изгубивши 35 килограма. Неки критичари сматрају да је ова промена допринела опадању квалитета њеног гласа у неким оперским улогама, док други сматрају да је јој је глас постао мекши и заводљивији.
Марија Калас се убраја међу знамените реформаторе опере, као што су Рихард Вагнер и Артуро Тосканини. Култура друге половине XX века се неминовно повезује са њеним именом. Почетком 50-их година, појавом постмодернизма, опера XIX века постала је естетски анахронизам. Марија Калас је вратила оперску уметност на врхунски ниво. Највише је певала опере белканта, где се није ограничила на виртуозне колоратуре у операма Белинија, Росинија и Доницетија, већ је свој глас претворила у главно изражајно средство. Била је универзални певач, са дијапазоном од класичних озбиљних опера (опера серија) до позних Вердијевих опера, веристичких опера Пучинија и Вагнерових драма.
Успону њене каријере допринела је појава грамофонских плоча средином 20. века, као и пријатељство са продуцентом компаније EMI Волтером Легеом.
У приватном животу, позната је дугогодишња љубавна веза Марије Калас са милионером Аристотелом Оназисом. Постоје сведочанства да су њих двоје имали сина који је умро кратко по рођењу 1960.

## Младост

### Породични живот, детињство и пресељење у Грчку
Име на њеном њујоршком изводу из матичне књиге рођених је Софија Сесилија Калос, иако је крштена као Марија Ана Сесилија Софија Калогеропулос (грчки: Μαρια Αννα Καικιλια Σοφια Σοφια Καροπολογε). Рођена је у болници Flower Hospital (сада Terence Cardinal Cooke Health Care Center), 2. децембра 1923. године, од родитеља Грка, Џорџа Калогеропулоса (око 1881–1972) и Елмине Евангелије „Лица“ рођене Демес, првобитно Димитриадоу (око 1894–1982). Отац Марије Калас је прво скратио презиме Калогеропулос у „Калос“, а затим у „Калас“ да би га учинио лакшим за коришћење.
Џорџ и Лица Калас су од почетка били лош пар. Џорџ је био лагодан и неамбициозан, без интересовања за уметност, док је Лица била живахна и друштвено амбициозна и сањала је о животу у уметности, који су њени родитељи из средње класе гушили у њеном детињству и младости. Лицин отац, Петрос Димитриадис (1852–1916), био је нарушеног здравља када је Лица упознала Џорџа са својом породицом. Петрос је, неповерљив према Џорџу, упозорио своју ћерку: "Никада нећеш бити срећна с њим. Ако се удаш за тог човека, ја ти никада нећу моћи помоћи". Лица је игнорисала његово упозорење, али је убрзо схватила да је њен отац у праву. Ситуацију је погоршало Џорџово маштање и није је побољшало ни рођење ћерке по имену Јакинти (касније названа „Џеки”) 1917. године, ни рођење сина по имену Василис 1920. године. Василисова смрт од менингитиса у лето из 1922. задала је још један ударац браку.
Године 1923, након што је схватио да је Лица поново трудна, Џорџ је донео одлуку да пресели своју породицу у Сједињене Државе, које се Јакинти сећа због тога што је њена мајка „хистерично викала“, а затим је Џорџ „залупио вратима“. Породица је отишла у Њујорк у јулу 1923, уселивши се прво у стан у насељеном грчком насељу Асторија, Квинс.
Лица је била уверена да ће њено треће дете бити дечак; њено разочарење рођењем друге ћерке било је толико велико да је четири дана одбијала чак ни да погледа своју нову бебу. Марија је крштена три године касније у Архијерејском саборном храму Свете Тројице 1926. године. Када је Марија имала 4 године, Џорџ Калас је отворио сопствену апотеку, настанивши породицу на Менхетну у 192. улици у Вашингтон Хајтсу, где је Калас одрасла. Око треће године Маријин музички таленат је почео да се манифестује, а након што је Лица открила да њена најмлађа ћерка има глас, почела је да притиска „Мери” да пева. Калас се касније присећала: „Натерали су ме да певам када сам имала само пет година, и мрзела сам то.“ Џорџ је био незадовољан што је његова жена фаворизовала њихову старију ћерку, као и притиском на младу Мери да пева и наступа, док је Лица била све више огорчена на Џорџа и његова одсуства и неверство, и често га је жестоко грдила пред њиховом децом. Брак је наставио да се погоршава и Лица је 1937. одлучила да се врати у Атину са своје две ћерке.

### Однос са мајком
Каласин однос са мајком наставио је да нарушава током година у Грчкој, а на врхунцу њене каријере то је постало предмет великог интересовања јавности, посебно након насловне приче у часопису Тајм из 1956. године која се фокусирала на ову везу, а касније и на однос са Лицом у књизи Моја ћерка Марија Калас (1960). У јавности, Калас се присећала затегнутог односа са Лицом током њеног несрећног детињства које је провела певајући и радећи на инсистирање њене мајке, говорећи:
| „ | Моја сестра је била витка, лепа и дружељубива, а моја мајка ју је увек волела. Била сам ружно паче, дебело, неспретно и непопуларно. Окрутна је ствар учинити да се дете осећа ружним и нежељеним... Никад јој нећу опростити што ми је одузела детињство. Током свих година које је требало да проведем играјући се и одрастајући, певела сам или зарађивала. Све што сам радила за њих било је углавном добро, а све што су они мени чинили углавном лоше. | ” |

Године 1957. рекла је радио водитељу Чикага Норману Росу млађем: „Мора постојати закон против приморавања деце да наступају у раном узрасту. Деца треба да имају дивно детињство. Не треба им придавати превише одговорности.“
Биограф Николас Петсалис-Диомидис каже да је Лицино мрско поступање према Џорџу пред њиховом малом децом довело до огорчености и несклоности са Каласине стране. Према речима Каласиног мужа и њене блиске пријатељице Ђулијете Симионато, Калас им је испричала да ју је њена мајка, која није радила, притискала да „изађе са разним мушкарцима“, углавном са италијанским и немачким војницима, како би кући доносила новац и храну током Осовинске окупације Грчке током Другог светског рата. Симионато је била убеђена да је Калас „успела да остане нетакнута“, али Калас никада није опростила својој мајци за оно што је сматрала неком врстом проституције која јој је наметнута. Сама Лица, почевши у Њујорку и наставивши у Атини, усвојила је сумњив начин живота који је укључивао не само гурање ћерки у понижавајуће ситуације да би је финансијски издржавала, већ је и сама забављала италијанске и немачке војнике током окупације Осовине. У покушају да поправи ствари са својом мајком, Калас је повела Лицу са собом у њену прву посету Мексику 1950. године, али то је само поново пробудило стара трвења и љутње, а након што је напустила Мексико више се нису среле. Након низа љутитих и оптужујућих писама од Лице у којима је критиковала Каласиног оца и мужа, Калас је у потпуности прекинула комуникацију са својом мајком.

## Образовање
Калас је стекла музичко образовање у Атини. У почетку је њена мајка покушала да је упише на престижни Атински конзерваторијум, али безуспешно. На аудицији њен глас, још неувежбан, није импресионирао, док је директор конзерваторијума Филоктитис Оикономидис одбио да је прими, а да није испунила теоријске услове (солфеђо). У лето 1937. њена мајка је посетила Марију Тривелу на млађем грчком националном конзерваторијуму, тражећи од ње да уз скромну накнаду узме Мери, како су је тада звали, као студента. Године 1957, Тривела се присетила свог утиска о "Мери, веома пуначкој младој девојци, која је носила велике наочаре због своје кратковидости":
| „ | Тон гласа био је топао, лирски, интензиван; ковитлало се и горело као пламен и испуњавало ваздух мелодичним одјецима као каријон. Био је то по свим стандардима невероватан феномен, тачније велики таленат коме је била потребна контрола, техничка обука и строга дисциплина да би заблистао свим својим сјајем. | ” |

Тривела је пристала да подучава Калас, потпуно се одричући школарине, али чим је Калас започела формалне часове и вокалне вежбе, Тривела је почела да осећа да Калас није контралто, како су јој рекли, већ драмски сопран. Потом су почели да раде на подизању теситуре њеног гласа и на побољшању његовог тона. Тривела се присетила Калас:
| „ | Узоран студент. Фанатична, бескомпромисна, посвећена учењу срцем и душом. Њен напредак је био феноменалан. Учила је пет-шест сати дневно. ... За шест месеци певала је најтеже арије на међународном оперском репертоару са највећом музикалношћу. | ” |

Дана 11. априла 1938. године, у свом јавном дебију, Калас је завршила реситал Тривелиног часа у музичкој дворани Парнасос дуетом Тоске. Калас је подсетила да је Тривела:
| „ | Имала сам француски метод, који је стављао глас у нос, пре назалан... и имала сам проблем да немам ниске тонове у грудима, што је битно у белканту... И ту сам научила своје тонове у грудима. | ” |

Међутим, када је интервјуисао Пјер Десграупе у француском програму L'invitée du dimanche, Калас је развој свог грудног гласа приписала не Тривели, већ свом следећем учитељу, шпанском колоратурном сопрану Елвири де Идалго.
Калас је студирала са Тривелом две године пре него што је њена мајка обезбедила још једну аудицију на Атинском конзерваторијуму код де Идалга. Калас је био на аудицији са "Ocean, Thou Mighty Monster" из Веберовог Оберона. Де Идалго се присетила да је чула „бурне, екстравагантне каскаде звукова, који су још увек били неконтролисани, али пуни драме и емоција“. Пристала је да је одмах узме за ученика, али Каласова мајка је замолила де Идалга да сачека годину дана, пошто ће Калас дипломирати на Националном конзерваторијуму и могао би да почне да ради. Калас је 2. априла 1939. године преузела улогу Сантуце у студентској продукцији Маскањијеве Cavalleria rusticana у Грчкој националној опери у Театру Олимпија, а у јесен исте године уписала се на Атински конзерваторијум у класи Елвире де Идалго.
1968. Калас је рекла лорду Хервуду:
| „ | Де Хилдалго је имала заиста сјајан тренинг, можда чак и последњи прави тренинг правог белканта. Као млада девојка — тринаестогодишњакиња — одмах сам јој била бачена у наручје, што значи да сам научила тајне, начине овог белканта, који, наравно, добро знате, није само лепо певање. То је веома тежак тренинг; то је нека врста луђачке кошуље коју треба да обучете, свиђало се то вама или не. Морате да научите да читате, да пишете, да формирате своје реченице, колико далеко можете да идете, да паднете, да се повредите, да се стално враћате на ноге. Де Идалго је имала једну методу, а то је био прави белканто начин, где, ма колико глас био тежак, увек га треба држати лаганим, на њему увек треба радити на флексибилан начин, никада да га не оптерећује. То је метод одржавања гласа лаганим и флексибилним и гурања инструмента у одређену зону где можда није превелик звук, али продоран. И подучавање скала, трилова, свих украса белкантоа, што је читав сопствени језик. | ” |

Де Идалго се касније присетила Калас као „феномена... Слушала би све моје студенте, сопране, мецосопране, теноре... Могла је све.“ Сама Калас је рекла да ће "доћи на конзерваторијум у 10 ујутру и отићи са последњим учеником... прождирући музику" 10 сати дневно. На питање њеног учитеља зашто је то урадила, она је одговорила да чак и „са најмање талентованим учеником он може да те научи нечему што ти, најталентованији, можда нећеш моћи“.

## Рана оперска каријера у Грчкој
Након неколико наступа као студент, Калас је почела да се појављује у споредним улогама у Грчкој националној опери. Де Идалго је била кључна у обезбеђивању улога за њу, омогућавајући Калас да заради малу плату, што је њој и њеној породици помогло да преброде тешке ратне године.
Калас је свој професионални деби имала у фебруару 1941, у малој улози Беатриче у Бокачо Франца фон Супеа. Сопран Галатеа Амаксопулу, која је певала у хору, касније се присећала: „Чак и на проби, Маријина фантастична извођачка способност је била очигледна, и од тада су остали почели да покушавају да је спрече да се појави.“ Колегица певачица Марија Алкеу слично подсећа да су етаблирани сопрани Нафсика Галану и Ана (Зозо) Ремунду „стајали у крилима док је [Калас] певала и давали примедбе о њој, мрмљали, смејали се и упирали прстом у њу“.
Упркос овим непријатељствима, Калас је успела да настави и дебитовала је у главној улози августа 1942. као Тоска, певајући улогу Марте у Тифланду Еугена д'Алберта у Театру Олимпија. Каласов наступ у улози Марте добио је сјајне критике. Критичар Спаноуди је Калас прогласио „изузетно динамичним уметником који поседује најређи драмски и музички дар“, а Вангелис Мангливерас је оценио Каласин наступ за недељник To Radiophonon:
| „ | Певачица која је одиграла улогу Марте, те нове звезде на грчком небеском своду, са неупоредивом дубином осећања дала је позоришну интерпретацију по мери трагичне глумице. О њеном изузетном гласу са његовом задивљујућом природном течношћу, не желим ништа да додам речима Александре Лалауни: „Калогеропулу је један од оних богомданих талената којима се само може дивити.“ | ” |

После ових извођења, чак су и Каласови клеветници почели да је називају „Богом дана“. Нешто касније, гледајући како Калас увежбава Бетовеновог Фиделија, некадашњи ривал сопран Ана Ремунду је питала колегиницу: „Може ли бити да постоји нешто божанско, а ми то нисмо схватили?“ Након Тифланда, Калас је певала улогу Сантуце у филму. Поново Кавалерија рустикана и пратила је са O Protomastoras (Манолис Каломирис) у античком позоришту Odeon of Herodes Atticus у подножју Акропоља.
Током августа и септембра 1944. Калас је извела улогу Леоноре у грчкој продукцији Фиделио. Немачки критичар Фридрих Херцог, који је присуствовао представама, прогласио је „највећим тријумфом“ Каласове:
| „ | Када је Леонора Марије Калас пустила свој сопран да блиставо узлети у неспутано весеље дуета, уздигла се до најузвишеније висине. ... Овде је дала пупољак, цвет и плод оној хармонији звука која је оплеменила и уметност примадоне. | ” |

Након ослобођења Грчке, де Идалго је саветовала Калас да се настани у Италији. Калас је одржала серију концерата широм Грчке, а затим се, против савета свог учитеља, вратила у Америку да види оца и настави своју каријеру. Када је напустила Грчку 14. септембра 1945, два месеца након њеног 22. рођендана, Калас је имала 56 представа у седам опера и појавила се на око 20 реситала. Калас је своју грчку каријеру сматрала основом свог музичког и драмског одрастања, рекавши: „Када сам стигла до велике каријере, за мене није било изненађења.“

## Главна оперска каријера
Након повратка у Сједињене Државе и поновног окупљања са својим оцем у септембру 1945. године, Калас је направила круг аудиција. У децембру те године била је на аудицији код Едварда Џонсона, генералног директора Метрополитен опере, и била је позитивно примљена: „Изузетан глас—требало би да се чује врло брзо на сцени“.
Калас је тврдила да јој је Метрополитен опера понудила Мадам Батерфлај и Фиделио, да се изведу у Филаделфији и отпевају на енглеском, али је обоје одбила, сматрајући да је предебела за Батерфлај и да јој се не свиђа идеја о опери на енглеском. Иако у записима Мета не постоје писани докази о овој понуди, у интервјуу за Њујорк пост 1958. године, Џонсон је потврдио да је понуђен уговор: „... али јој се то није свидело — због уговора, не због улога. Била је у праву што је то одбила — то је искрено био почетнички уговор."

### Италија, Менегини и Серафин
Године 1946. Калас је била ангажована да поново отвори оперу у Чикагу са Турандот, али је компанија распала пре отварања. Бас Никола Роси-Лемени, који је такође требало да глуми у овој опери, био је свестан да Тулио Серафин тражи драмски сопран за улогу Ла Ђоконде у Арени у Верони. Касније се присетио да је млада Калас била „невероватна—тако јака физички и духовно; тако сигурна у своју будућност.
Касније се присетио да је млада Калас била „невероватна—тако јака физички и духовно; тако сигурна у своју будућност. Знао сам да ће у великом позоришту на отвореном као што је Верона, ова девојка, са својом храброшћу и огромним гласом, направити огроман утицај.“ Након тога је препоручио Калас пензионисаном тенору и импресарију Ђованију Зенателу. Током њене аудиције, Зенатело је постао толико узбуђен да је скочио и придружио се Калас у дуету из четвртог чина. У овој улози Калас је дебитовала у Италији. По доласку у Верону, Калас је упознала Ђованија Батисту Менегинија, старијег, богатог индустријалца, који је почео да јој се удвара. Венчали су се 1949. године, а он је преузео контролу над њеном каријером до 1959. године, када се брак распао. Менегинијева љубав и подршка дали су Калас време потребно да се афирмише у Италији, и током целе своје каријере носила је име Марија Менегини Калас.
После Ла Ђоконде, Калас није имала више понуда, а када ју је Серафин, тражећи некога да пева Изолду, позвао, рекла му је да већ зна партитуру, иако је из радозналости погледала само први чин. Она је прочитала други чин опере за Серафина, који ју је похвалио што је тако добро знала улогу, након чега је признала да је блефирала и да је читала музику из вида. Још више импресиониран, Серафин ју је одмах дао за улогу. Серафин је након тога служио као Каласин ментор и подршка.
Према лорду Хервуду, „веома мали број италијанских диригента је имао истакнутију каријеру од Тулија Серафина, а можда ниједан, осим Тосканинија, није имао већи утицај“. Калас се 1968. присећала да је у току рада са Серафином била „заиста срећна” прилика у њеној каријери, јер је „научио да мора постојати израз; да мора постојати оправдање. Научио ме је дубини музике, оправдању музике. Ту сам заиста попила све што сам могао од овог човека".

### Пут ка бел канту
Велика прекретница у Каласиној каријери догодила се у Венецији 1949. године. Била је ангажована да пева улогу Брунхилде у Валкири, када се Маргерита Карозио, која је била верена да пева Елвиру у И пуритани у истом позоришту, разболела. Не могавши да нађе замену за Карозио, Серафин је рекао Калас да ће певати Елвиру за шест дана; када је Калас протестовала да не само да не зна улогу, већ има још три Бринхилде да пева, рекао јој је „гарантујем да можеш“ Речи Мајкла Скота, „појам било ког певача који прихвата музику тако различиту у својим вокалним захтевима као што су Вагнерова Брунхилда и Белинијева Елвира у истој каријери би биле довољан разлог за изненађење; али покушај да се обојица есејирају у истој сезони изгледало је као folie de grandeur“.
Пре него што је извођење заиста одржано, један неповерљиви критичар је фркнуо: „Чујемо да је Серафин пристао да диригује са драматичним сопраном... Када можемо очекивати ново издање Травијате са Виолетом [мушки баритон] Ђина Бечија?“ Након представе, један критичар је написао: „Чак и најскептичнији су морали да признају чудо које је Марија Калас постигла... флексибилност њеног бистрог, лепо сталоженог гласа и њене сјајне високе тонове. Њена интерпретација такође има хуманост, топлину и експресивност коју би неко узалуд тражио у крхкој, јасној хладноћи других Елвира." Франко Зефирели се присећао: "Оно што је урадила у Венецији било је заиста невероватно. Морате бити упознати са опером да бисте схватили величину. Као да је неко замолио Биргит Нилсон, која је позната по свом сјајном Вагнеријанском гласу, да преко ноћи замени Беверли Силс, која је један од великих колоратурних сопрана нашег времена.“
Скот тврди да је „од свих многих улога које је Калас преузела, сумњиво је да ли је нека имала далекосежнији ефекат.“ Овај почетни продор на белканто репертоар променио је ток Каласине каријере и поставио је на пут који води води ка: Lucia di Lammermoor, La traviata, Armida, La sonnambula, Il pirata, Il turco in Italia, Medea, и Anna Bolena и поново пробудио интересовање за дуго занемарене опере Керубинија, Белинија, Доницетија и Росинија.
Речима сопрана Монсерат Кабаље:
| „ | Отворила је нова врата за нас, за све певаче света, врата која су била затворена. Иза тога је спавала не само одлична музика, већ и одлична идеја интерпретације. Она је нама, онима који је прате, дала прилику да радимо ствари које су пре ње тешко биле могуће. Да ме пореде са Калас је нешто о чему се нисам усудила ни сањати. То није у реду. Ја сам много мања од Калас. | ” |

Као и код опере I puritani, Калас је научила и извела Керубинијеву Медеју, Ђорданову Андреу Шенијеа и Росинијеву Армиду за неколико дана. Током своје каријере, Калас је показивала своју вокалну свестраност у рециталима који су супротстављали драмски сопран, арије уз колоратурне комаде, укључујући рецитал из 1952. у којем је почела са „сценом писма Лејди Макбет“, након чега је уследила „Mad Scene“ из Лусије ди Ламермур, затим Абигејлиним издајничким рецитативом и аријом из Набука, завршавајући „Песмом звона“. " из Лакмеа прекривеног звонастим високим Е у алт (Е6).

## Вокални пад
По мишљењу неколико певачица, тешке улоге које је преузела у њеним раним годинама оштетиле су Каласин глас. Мецосопран Ђулијета Симионато, Каласина блиска пријатељица и честа колегиница, изјавила је да је рекла Калас да осећа да су ране тешке улоге довеле до слабости дијафрагме и накнадних потешкоћа у контролисању горњег регистра.
Луиза Казелоти, која је радила са Калас 1946. и 1947. године, пре њеног дебија у Италији, сматрала је да Каласином гласу нису штетиле тешке улоге, већ оне лакше. Неколико певача је сугерисало да је Каласина тешка употреба грудног гласа довела до оштрине и нестабилности високих тонова. У својој књизи, Каласин муж Менегини је написао да је Калас патила од необично раног почетка менопаузе, што је могло да утиче на њен глас. Сопран Керол Неблет је једном рекла: „Жена пева са својим јајницима — добри сте онолико колико су добри ваши хормони.“
Мајкл Скот је сугерисао да је Каласин губитак снаге и подршке дисању директно узрокован њеним брзим и прогресивним губитком тежине, нечим што је примећено чак и у њеним најбољим годинама. О њеном рециталу из 1958. у Чикагу, Роберт Детмер је написао: „Било је страшно много неконтролисаних звукова, који су били натерани изнад садашњег капацитета превише витке певачице да подржи или одржи.“
А непосредно пре смрти, Калас је поверила своја размишљања о својим вокалним проблемима Петру Драгадзеу:
| „ | Никад нисам изгубила глас, али сам изгубила снагу у дијафрагми... Због тих органских притужби изгубила сам храброст и смелост. Моје гласне жице су биле и још увек су у одличном стању, али моје 'звучне кутије' не раде добро иако сам била код свих лекара. Резултат је био да сам пренапрегнула свој глас и то је изазвало колебање. | ” |

И даље ће се расправљати о томе да ли је Каласин пад гласа био последица лошег здравља, ране менопаузе, прекомерне употребе и злоупотребе њеног гласа, губитка подршке даху, губитка самопоуздања или губитка тежине. Шта год да је био узрок, њена певачка каријера је била завршена до 40. године, а чак и у време њене смрти у 53. години, према Валтеру Легеу, „и даље је могла да пева величанствено“.

## Друга половина каријере
Другу половину Каласине каријере обележили су бројни скандали. Након наступа Мадам Батерфлај у Чикагу 1955. године, Калас се суочила са процесним сервером који јој је предао папире о тужби коју је покренуо Еди Багарози, који је тврдио да је он њен агент. Калас је фотографисана како изгледа као да режи. Фотографија је послата широм света и изнедрила је мит о Калас као темпераментној примадони и „тигрици“. Исте године, непосредно пре њеног дебија у Метрополитен опери, Тајм је објавио штетну насловну причу о Калас, са посебном пажњом посвећеном њеном тешком односу са мајком и неким непријатним разменама између њих две.
Од октобра 1971. до марта 1972. Калас је одржала низ мајсторских курсева у школи Џулијард у Њујорку. Ови часови су касније били основа драме Теренса МекНалија из 1995. Мастер Клас. Калас је приредила низ заједничких реситала у Европи 1973. иу САД, Јужној Кореји и Јапану 1974. са тенором Ђузепеом Ди Стефаном. Критично, ово је била музичка катастрофа због истрошених гласова оба извођача.

## Оназис, последње године и смрт
Свог мужа Ђованија описивала је као ћутљивог и уздржаног, али и неког ко је умео да буде пријатељ и он је има некакву очинску улогу у њеном животу. Њихов брак није био испуњен страшћу, што је допринело да се касније нађе у загрљају другог мушкарца. Марија је окружена досадом која ју је опседала упловила у нову љубав, што ју је коштала каријере и маркирало као познату љубавницу омаленог Грка, познатог бродовласника и милијардера Аристотела Оназиса. Први пут су се срели на једном балу у Венецији у периоду док су обоје били у браку.
Оназис је нешто касније одлучио да позове Марију и Ђованија на крстарење Медитераном. То крстарење представљало је иницијалну капислу за Маријину одлуку да се препусти Оназисовом загрљају. У том тренутку Аристотел је био венчан са Тином Ливанос са којом је имао ћерку и сина. Њихов брак није био склопљен из љубави, већ је кроз ову везу он осигурао себи приступ у круг врхунских бродовласника.
Развод Оназиса и Тине није био окончан када је Марија са њим ступила у љубавне односе. Упловили су у романсу 1959. године, пошто се њен брак увелико распадао. Аристотел је узвратио на излив њених емоција тако ватрено да је свако на палуби Кристине, укључујући и његову жену Тину, знао да се међу њима нешто дешава. Од тада па до краја Маријиног живота, једина особа која је, поред уметности, постојала за њу био је Оназис. Када се завршило ово путовање, Марија је молила свог мужа да се разведу, због чега је Менегини био ван себе и јавно је оптужио Оназиса за слом свог брака.
Оназис се није разумео у уметност, а оперу није могао да поднесе. Уместо да одлази на концерте, радије је плесао у тавернама на начин како се то ради у његовој домовини, а око себе је разбијао тањире. Често је говорио: За мене је слушање тих арија, као када би два италијанска кувара узвикивала рецепте за рижото. Па, ипак, остало је упамћено да је својевремено купио чак сто карата како би доказао Марији Калас колико му је стало да је види на сцени.
Аристотел Оназис је касније почео да се забавља са Џеки Кенеди, а Калас је, у инат, Оназису, започела везу са познатим оперским тенором Ђузепеом ди Стефаном са којим је одржала и последње концерте. Последњи наступ имала је у Јапану 1974. године. Ова турнеја била је њен лични тријумф, али и професионални крах.
Калас је провела своје последње године живећи углавном у изолацији у Паризу и умрла је од срчаног удара у 53. години 16. септембра 1977. године.
Погребна литургија одржана је у грчкој православној катедрали Светог Стефана у улици Жорж Бизе у Паризу 20. септембра 1977. Касније је кремирана на гробљу Пер Лашез и њен пепео је стављен у тамошњи колумбаријум. Након што су украдени и касније враћени, разбацани су по Егејском мору, код обале Грчке, по њеној жељи, у пролеће 1979. године.

## У популарној култури
- Представа Теренса МекНалија Мајсторска класа, која је премијерно приказана 1995. године, представља Калас као гламурозну, заповедну, већу од живота, заједљиву и смешног педагога који држи мајсторску класу гласа. Наизменично запрепаштена и импресионирана студентима који парадирају пред њом, она се повлачи у сећања на славу сопственог живота и каријере, кулминирајући монологом о жртвовању за уметност. Током сећања свира се неколико селекција Калас који заправо пева.[25]
- Марија Калас се помиње у Р.Е.М. песми „E-Bow the Letter" са албума New Adventures in Hi-Fi и објављена као сингл 27. августа 1996. године.[26]
- Године 1997. била је представљена као једна од 18 значајних историјских личности у реклами компаније Епл.[27]
- Франко Зефирели је 2002. продуцирао и режирао биографски филм Калас Заувек. Био је то измишљени филм у којем је Калас играла Фани Ардан. Осликавао је последње месеце Каласиног живота, када је била заведена да снима филм о Кармен, усклађујући се са њеним снимком те опере из 1964. године.[28]
- Године 2007. Калас је постхумно награђена Греми наградом за животно дело. Исте године је проглашена за највећег сопраниста свих времена од стране ББЦ музичког магазина.[29]
- 30. годишњица смрти Марије Калас изабрана је као главни мотив за колекционарски новчић евра високе вредности: грчки комеморативни новчић Марије Калас од 10 евра, кован 2007. Њен лик је приказан на аверсу новчића, док је на на реверсу је приказан национални грб Грчке са њеним потписом.[30]
- Дана 2. децембра 2008. године, на 85. годишњицу Каласиног рођења, група грчких и италијанских званичника открила је плочу у њену част у болници где је рођена. Направљена од карарског мермера и угравирана у Италији, на плочи пише: „Марија Калас је рођена у овој болници 2. децембра 1923. Ове сале су први пут чуле музичке ноте њеног гласа, гласа који је освојио свет. Овај велики тумач универзалног језика музике, са захвалношћу.“[31]
- Године 2012. Калас је уврштена у Кућу славних часописа Грамофон.
- Астероид 29834 Mariacallas је назван у њено сећање.[32]
- Године 2018. објављен је документарац Maria by Callas, који својим речима описује Каласин живот и рад користећи њене интервјуе, писма и представе да исприча своју причу.[33]
- Енигма је објавила инструментал "Callas Went Away" користећи узорке Каласиног гласа, на свом албуму из 1990. MCMXC a.D.
- У Атини је постављена статуа Марије Калас.[34]

## Репертоар
| Датум      | Композитор              | Опера                                           | Улога             | Локација                              |
| ---------- | ----------------------- | ----------------------------------------------- | ----------------- | ------------------------------------- |
| 1942-04-22 | Ежен д'Алберт           | Tiefland (на грчком)                            | Марта             | Olympia Theatre, Атина                |
| 1944-08-14 | Лудвиг ван Бетовен      | Fidelio (на грчком)                             | Леонора           | Odeon of Herodes Atticus, Атина       |
| 1948-11-30 | Винченцо Белини         | Norma                                           | Норма             | Teatro Comunale Florence              |
| 1958-05-19 | Винченцо Белини         | Il pirata                                       | Имоџина           | Teatro alla Scala, Милано             |
| 1949-01-19 | Винченцо Белини         | I puritani                                      | Елвира            | La Fenice, Венеција                   |
| 1955-03-05 | Винченцо Белини         | La sonnambula                                   | Амина             | Teatro alla Scala, Милано             |
| 1964-07-05 | Жорж Бизе               | Carmen                                          | Кармен            | Salle Wagram, Париз                   |
| 1954-07-15 | Ариго Бојто             | Mefistofele                                     | Маргерита         | Verona Arena                          |
| 1953-05-07 | Луиђи Черубини          | Medea                                           | Медеја            | Teatro Comunale Florence, Фиренца     |
| 1957-04-14 | Гаетано Доницети        | Anna Bolena                                     | Ана Болина        | Teatro alla Scala, Милано             |
| 1952-06-10 | Гаетано Доницети        | Lucia di Lammermoor                             | Луча ди Ламермор  | Palacio de Bellas Artes, Мексико Сити |
| 1960-12-07 | Гаетано Доницети        | Poliuto                                         | Паолина           | Teatro alla Scala, Милано             |
| 1955-01-08 | Умберто Ђордано         | Andrea Chénier                                  | Магдалена         | Teatro alla Scala, Милано             |
| 1956-05-21 | Умберто Ђордано         | Fedora                                          | Федора            | Teatro alla Scala, Милано             |
| 1954-04-04 | Кристоф Вилибалд Глук   | Alceste                                         | Алсесте           | Teatro alla Scala, Милано             |
| 1957-06-01 | Кристоф Вилибалд Глук   | Iphigénie en Tauride                            | Ифижени           | Teatro alla Scala, Милано             |
| 1951-06-09 | Јозеф Хајдн             | Orfeo ed Euridice                               | Еуридика          | Teatro della Pergola, Фиренца         |
| 1943-02-19 | Манолис Каломирис       | O Protomastoras [el]                            | Певач интермеца   | Odeon of Herodes Atticus, Атина       |
| 1944-07-30 | Манолис Каломирис       | O Protomastoras [el]                            | Смарагда          | Odeon of Herodes Atticus, Атина       |
| 1954-06-12 | Руђеро Леонкавало       | Pagliacci                                       | Неда              | Teatro alla Scala, Милано             |
| 1939-04-02 | Пјетро Маскањи          | Cavalleria rusticana                            | Сантуца           | Olympia Theatre, Атина                |
| 1945-09-05 | Карл Милокер            | Der Bettelstudent (на грчком)                   | Лаура             | Alexandras Avenue Theater, Атина      |
| 1952-04-02 | Волфганг Амадеус Моцарт | Die Entführung aus dem Serail (на италијанском) | Констанца         | Teatro alla Scala, Милано             |
| 1947-08-02 | Амилкаре Понкијели      | La Gioconda                                     | Ла Ђаконда        | Verona Arena                          |
| 1955-11-11 | Ђакомо Пучини           | Madama Butterfly                                | Чио чио сан       | Civic Opera House, Чикаго             |
| 1957-07-18 | Ђакомо Пучини           | Manon Lescaut                                   | Манон Леско       | Teatro alla Scala, Милано             |
| 1940-06-16 | Ђакомо Пучини           | Suor Angelica                                   | Суор Анђелика     | Athens Conservatoire, Атина           |
| 1948-01-29 | Ђакомо Пучини           | Turandot                                        | Турандо           | La Fenice, Венеција                   |
| 1956-08-20 | Ђакомо Пучини           | La bohème                                       | Мими              | Teatro alla Scala, Милано             |
| 1942-08-27 | Ђакомо Пучини           | Tosca                                           | Тоска             | Olympia Theatre, Атина                |
| 1952-04-26 | Ђакомо Пучини           | Armida                                          | Армида            | Teatro Comunale Florence              |
| 1956-02-16 | Ђоакино Росини          | Il barbiere di Siviglia                         | Росина            | Teatro alla Scala, Милано             |
| 1950-10-19 | Ђоакино Росини          | Il turco in Italia                              | Дона Фиорила      | Teatro Eliseo, Рим                    |
| 1954-12-07 | Гаспаре Спонтини        | La vestale                                      | Ђулија            | Teatro alla Scala, Милано             |
| 1937-01-28 | Артур Саливан           | H.M.S. Pinafore                                 | Ралф Ракстров     | New York P.S. 164                     |
| 1936       | Артур Саливан           | The Mikado                                      | Непознато         | New York P.S. 164                     |
| 1941-02-15 | Франц фон Супе          | Boccaccio (на грчком)                           | Беатриче          | Olympia Theatre, Атина                |
| 1948-09-18 | Ђузепе Верди            | Aida                                            | Аида              | Teatro Regio (Торино)                 |
| 1954-04-12 | Ђузепе Верди            | Don Carlo                                       | Елизабета         | Teatro alla Scala, Милано             |
| 1948-04-17 | Ђузепе Верди            | La forza del destino                            | Леонора ди Варгас | Politeama Rossetti, Трст              |
| 1952-12-07 | Ђузепе Верди            | Macbeth                                         | Леди Макбет       | Teatro alla Scala, Милано             |
| 1949-12-20 | Ђузепе Верди            | Nabucco                                         | Абигејл           | Teatro San Carlo, Напуљ               |
| 1952-06-17 | Ђузепе Верди            | Rigoletto                                       | Гилда             | Palacio de Bellas Artes, Мексико Сити |
| 1951-01-14 | Ђузепе Верди            | La traviata                                     | Виолета Валери    | Teatro Comunale Florence              |
| 1950-06-20 | Ђузепе Верди            | Il trovatore                                    | Леонора           | Palacio de Bellas Artes, Мексико Сити |
| 1951-05-26 | Ђузепе Верди            | I vespri siciliani                              | Војвоткиња Елена  | Teatro Comunale Florence              |
| 1949-02-26 | Рихард Вагнер           | Parsifal (на италијанском)                      | Кундри            | Teatro dell'Opera, Рим                |
| 1947-12-30 | Рихард Вагнер           | Tristan und Isolde (на италијанском)            | Изолда            | La Fenice, Венеција                   |
| 1949-01-08 | Рихард Вагнер           | Die Walküre (на италијанском)                   | Брунхилда         | La Fenice, Венеција                   |

## Галерија
- Марија Калас у Милану 1955. године.
- Марија Калас 1957. године.
- Марија Калас у Милану 1957. године.
- Мост Марија Калас у Венецији.